# Cratere Nausicaa
Nausicaa è un cratere sulla superficie di Teti.